# Alypia octomaculalis
Alypia octomaculalis är en fjärilsart som beskrevs av Jacob Hübner 1818. Alypia octomaculalis ingår i släktet Alypia och familjen nattflyn. Inga underarter finns listade i Catalogue of Life.